# Phractura ansorgii
Phractura ansorgii är en fiskart som beskrevs av George Albert Boulenger 1902. Phractura ansorgii ingår i släktet Phractura och familjen Amphiliidae. Inga underarter finns listade i Catalogue of Life.